# Jeg skal ha' briller
Jeg skal ha' briller er en dansk børnefilm fra 1969, der er instrueret af Thomas Winding efter manuskript af Lulu Gauguin.

## Handling
Hvordan ser storbyen ud for en lille pige, der trænger til briller - og efter hun har fået dem.